# 森芳雄
森 芳雄（もり よしお、1908年12月21日 - 1997年11月10日）は、日本の洋画家。
二科展と「一九三〇年協会」展に入選し、パリ遊学中に、フランスのサロン・ドートンヌに入選。独立美術協会展海南賞受賞。
独立美術協会から自由美術協会の会員、さらに主体美術協会結成に参加。日米開戦後、東宝撮影所特別映画班で働く。そこで、独立美術協会展に出品していた撮影所の美術担当の久保一雄と友人になる。また、敗戦後、復員して動画部に入った斎藤博之とも出会う。1950年代は、『美術手帖』、『アトリエ』にフランスの思い出を綴るエッセイや名画の解説なども執筆。また、いくつかの出版物、児童書に挿絵も描いた。
武蔵野美術大学教授として後身の指導にあたる。
東京都美術館、三重県立美術館、いわき市立美術館に作品が所蔵されている。
養母を説いて、好きな画家の道を歩ませるよう承諾を取り付けたのは、義兄である牧師の堀内友四郎。

## 経歴

### 独立美術協会会友になるまで
- 1908年、東京市麻布区に生まれる[1]。
- 1925年、慶應義塾普通部の時、白滝幾之助に石膏デッサンの指導を受ける[2]。
- 1926年、慶應義塾普通部を卒業。1927年にかけて、本郷絵画研究所に通いながら、東京美術学校の受験に備えるも、その間2回不合格となる[1]。
- 1928年、佐伯祐三や前田寛治らの「一九三〇年協会」洋画研究所に入る。中山巍に師事[2]。
- 1929年、一九三〇年協会展に「冬の郊外風景」が初入選[2]。
- 1930年、二科展に入選[1]。
- 1931年、シベリア鉄道経由でパリに遊学[1]。
- 1932年、サロン・ドートンヌに入選[3]。
- 1934年、帰国[4]。
- 1936年、独立美術協会展で海南賞受賞[1]。
- 1937年、同協会の会友となる[1]。

### 自由美術協会時代
- 1939年、独立美術協会を脱退し、自由美術協会に出品、同協会の会員に推薦される[5]。
- 1943年、戦争の激化により、画業を離れ、東宝撮影所特別映画班[6]に勤務[7]。
- 1945年、米軍による空襲を受け、恵比寿の自宅が全焼[1]、戦前に制作した作品の大半を失う[7]。
- 1947年、第1回日本アンデパンダン展（日本美術会主催）に出品[7]。同年、東宝教育映画部製作の記録映画「ちどり」（下村兼史監督・脚本、9月25日に日比谷映画劇場で公開）にもとづく書籍『ちどり』（望月衛・文、下村・作、東宝撮影所編、まひる書房）の挿画を描く。
- 1950年、第14回自由美術展に「二人」を出品[2]。
- 1951年、サンパウロ・ビエンナーレ展に出品[7]。同年以降、武蔵野美術学校で後進の指導にあたる[8]。
- 1954年、『創元社 世界少年少女文学全集 23（南欧篇1）』のカラー口絵を描く。
- 1955年冬、佐藤忠良の先達で、常磐炭坑を鳥居敏文、朝倉摂、中谷泰、吉井忠、竹谷富士雄、西常雄、岩松光一郎らと旅行[9]。
- 1957年、武蔵野美術大学教授となる。岩波少年文庫『小さな魔法使い』（ジャニーヌ・パピイ、大島辰雄訳）に挿絵を描く。『日本百選画集 森芳雄』（美術書院）刊行。
- 1962年、神奈川県立近代美術館で「麻生三郎・森芳雄二人展」開催。渡欧する。

### 主体美術協会結成
- 1964年、自由美術家協会を麻生三郎、寺田政明ら37人とともに脱退し、主体美術協会結成に参加、同会員になる。
- 1972年、東京藝術大学の非常勤講師となる[7]。
- 1975年、「早春」が宮内庁の買上となる[7]。
- 1979年より日本秀作美術展（読売新聞社主催）に出品[7]。
- 1989年、インタビュー「わが芸術を語る」が『武蔵野美術大学研究紀要』（通号 19）に掲載される。
- 1997年、死去。

## 主な著書
- 画集・図録
  - 『日本百選画集 森芳雄』（美術書院、1957年）
  - 『森芳雄画集』（日本経済新聞社、1974年）
  - 『森芳雄作品集』（日本経済新聞社、1975年）
  - 『森芳雄素描集』（朝日新聞社、1980年）
  - 『森芳雄 渋谷区立松濤美術館開館記念特別展』（渋谷区立松濤美術館、1981年）
  - 『森芳雄素描集』（弥生画廊、1981年）
  - 『日経ポケットギャラリー 森芳雄』（日本経済新聞社、1991年）
- 解説書
  - 『洋画の技法 第4』（石川滋彦、高畠達四郎、岡鹿之助との共著、美術出版社、1956年）